# Máy bơm bê tông
Máy bơm bê tông là một loại máy xây dựng chuyên dụng để chuyển hỗn hợp vữa bê tông theo cả phương ngang lẫn phương đứng bằng phương pháp bơm đẩy.
Thông thường người ta chia máy bơm bê tông thành hai loại: bơm tĩnh và bơm động. Loại máy bơm động còn gọi là máy bơm cần. Loại này thường gắn trên xe ô tô tải, cũng có khi gắn trên trụ tháp cần trục tháp. Nó gắn liền với một hệ cần ống bơm gấp lại, như một cánh tay robot có điều khiển từ xa, (còn gọi là cần bơm bê tông), để có thể vươn xa tới những vị trí đổ bê tông với độ chính xác nhất định. Loại máy bơm cần gắn trên xe còn gọi là xe bơm bê tông hay cần bơm tự hành. Loại bơm cần gắn trên tháp gọi là tháp bơm bê tông.
Loại bơm tĩnh, là loại máy chỉ gồm phần máy bơm chính không kèm theo hệ đường ống bơm, mà sẽ được đấu vào đường ống bơm đặt sẵn tại công trình, do đó loại máy bơm này còn gọi là máy bơm dòng hay máy bơm đường ống. Thường máy bơm tĩnh không tự di chuyển được, mà phải gắn vào xe tải như một rơ-moóc, để xe tải kéo đến công trường. Tuy nhiên, cũng có loại bơm tĩnh tự hành, nhưng đến công trường nó vẫn được đặt tĩnh tại một vị trí cố định, mà có thể nối vào hệ thống ống bơm bê tông lắp sẵn cố định tại hiện trường. Tuy máy bơm tĩnh không có hệ cần để có thể vươn tới mọi vị trí đổ bê tông trong tầm hoạt động của cần như bơm động, nhưng với nhà siêu cao tầng nó lại thường được dùng để bơm chuyền lên từng đợt độ cao nhà theo từng đợt đường ống đứng. Trong trường hợp này, người ta thường kết hợp nhiều máy bơm tĩnh để bơm vữa bê tông trung chuyển theo từng đợt chiều cao của tòa nhà siêu cao tầng.

## Cơ cấu vận hành của máy bơm bê tông kiểu piston
– Nguyên lý làm việc: 
– Piston công tác được điều khiển bởi piston thủy lực và hoạt động ngược chiều nhau. Ống cong nằm trong khoang nạp có tâm quay trùng với tâm của đường ống. Trong quá trình vận hành, ống cong lắc 1 góc nhất định làm che kín đường ra của xylanh.
– Trong hành trình đẩy của piston (14) ống cong sẽ được nối vào xylanh công tác (13), kho đó vữa được đẩy từ xylanh vào ống cong rồi ra ống dẫn. Đồng thời piston(8) co lại, xylanh(9) thông với phễu chứa nên vữa sẽ được hút vào trong xylanh. 
– Khi kết thúc hành trình, cả hai xylanh công tác sẽ đổi chiều đồng thời ống cong được lắc từ xylanh(13) sang nối với xylanh(9) để tiếp tục nhận vữa từ xylanh này. Quá trình này lặp đi lặp lại tới khi máy dừng.

## Cơ cấu vận hành của máy bơm bê tông kiểu rotor
– Nguyên lý làm việc: 
+ Khoang bơm hình trụ sẽ bố trí roto 5 và hai con lăn thép bọc cao su.
+ Trục 4 được roto 5 dẫn động qua.
+ Hai con lăn thực hiện chuyển động hành tinh quanh trục roto khi roto quay đè lên ống mềm.
+ Hệ thống con lăn ống mềm thực hiện việc bơm nén bê tông theo ống mềm.
+ Khoang bơm được duy trì chân không làm ống mềm luôn phình ra để hút bê tông từ thùng chứa trộn vào qua ống 6.
+ Đổ nước vào thùng 7 sẽ làm sạch đường ống, khi đó bơm bê tông làm việc như một máy bơm nước thông thường.

## Phân loại thiết bị bơm bê tông

### Máy bơm tĩnh

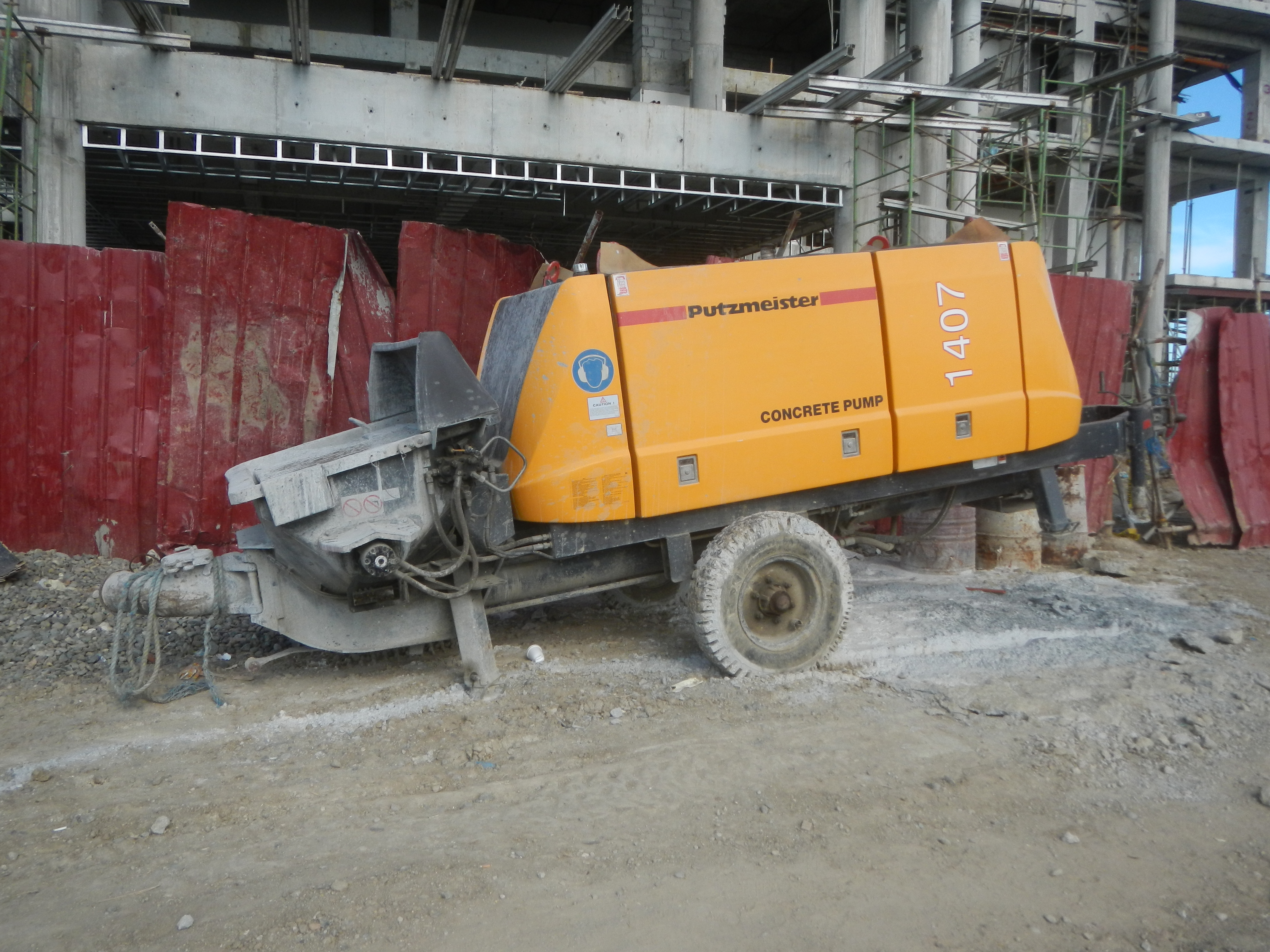
Máy bơm tĩnh bơm bê tông Putzmeister PHS-1407.

Máy bơm tĩnh bê tông, là loại máy móc phương tiện bơm bê tông mà chỉ gồm phần máy bơm chính, đặt cố định tĩnh tại một vị trí mặt bằng công trường hay công trình, không kèm theo hệ đường ống bơm hay cần phân phối, mà máy bơm sẽ được đấu vào đường ống bơm đặt sẵn tại công trình, do đó loại máy bơm này còn gọi là máy bơm dòng hay máy bơm đường ống. Thường máy bơm tĩnh không tự di chuyển được, mà phải gắn vào xe tải như một rơ-moóc, để xe tải kéo đến công trường. Tuy nhiên, cũng có loại bơm tĩnh tự hành, nhưng đến công trường nó vẫn được đặt tĩnh tại một vị trí cố định, mà vị trí này phải tiếp cận gần kề với đầu nối vào hệ ống bơm để có thể nối vào hệ thống ống bơm bê tông lắp sẵn cố định tại hiện trường. Thông số hoạt động của máy bơm tĩnh là tính năng được chế tạo sẵn cho máy bơm chính, mà nhà sản xuất cung cấp (thông số máy bơm và thông số tại miệng xả máy bơm tại vị trí đấu nối với đường ống bên ngoài), không kèm thông số về đường ống ngoài cấp bê tông đến vị trí thi công. Tuy máy bơm tĩnh không có hệ cần để có thể vươn tới mọi vị trí đổ bê tông trong tầm hoạt động của cần như xe bơm cần (tức là bơm di động), nhưng đây lại là ưu điểm, đối với nhà siêu cao tầng nó lại thường được dùng để bơm chuyền lên từng đợt độ cao nhà theo từng đợt đường ống đứng. Trong trường hợp này, người ta thường kết hợp nhiều máy bơm tĩnh để bơm vữa bê tông trung chuyển theo từng đợt chiều cao của tòa nhà siêu cao tầng.

### Xe bơm cần

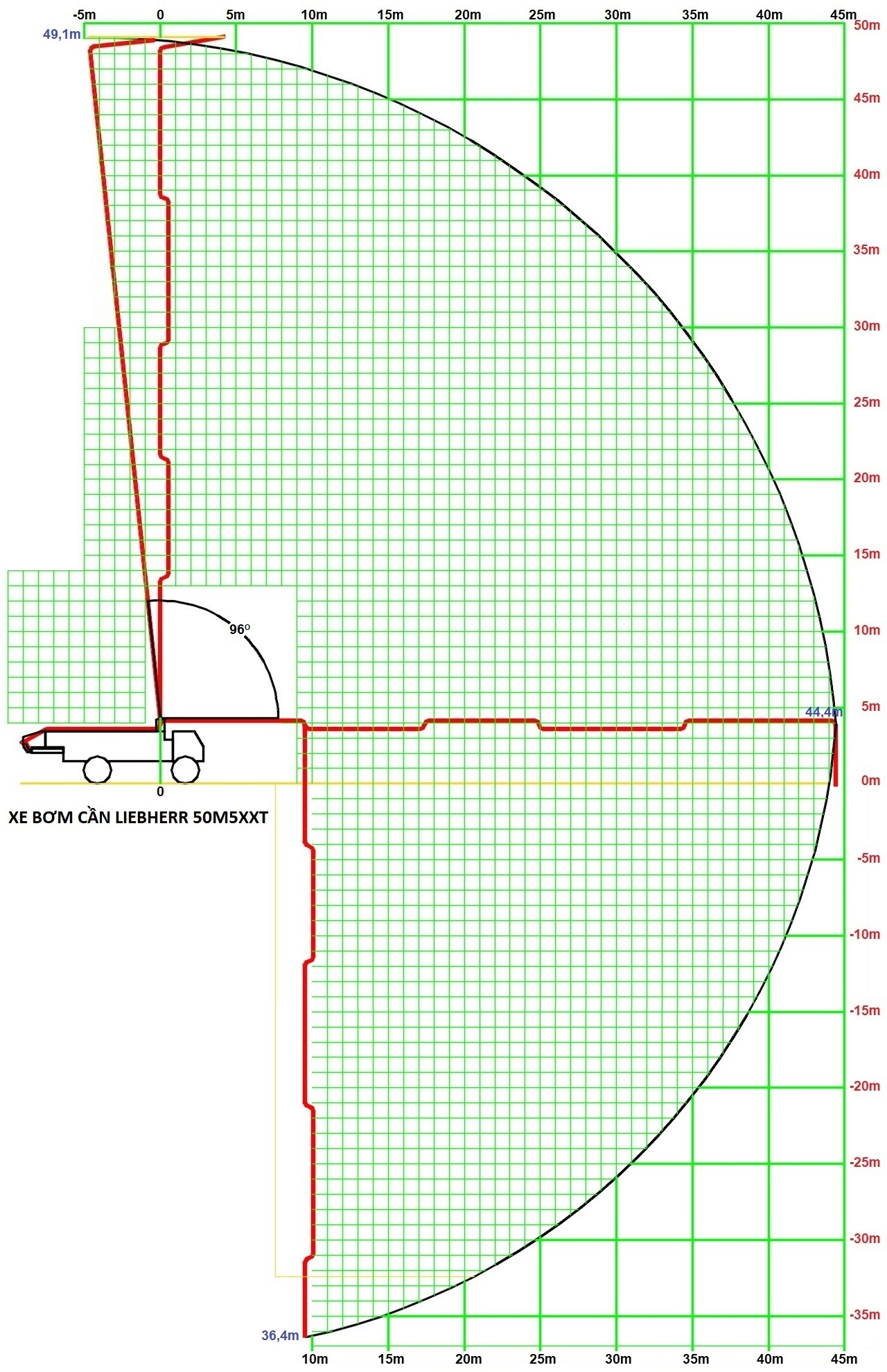
Biểu đồ tính năng không gian phục vụ bơm bê tông của xe bơm cần Liebherr 50M5XXT.

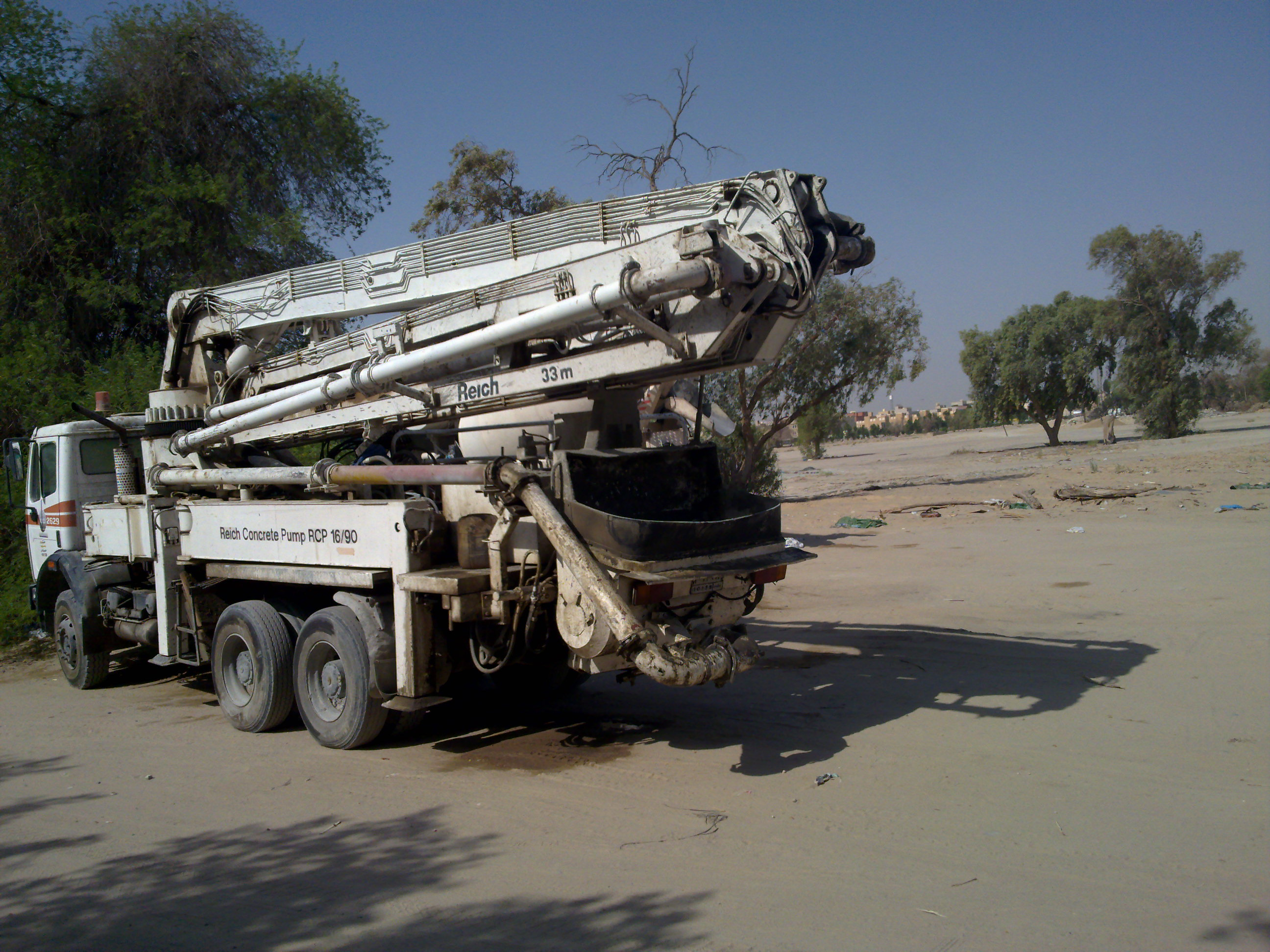
Xe bơm cần bơm bê tông.

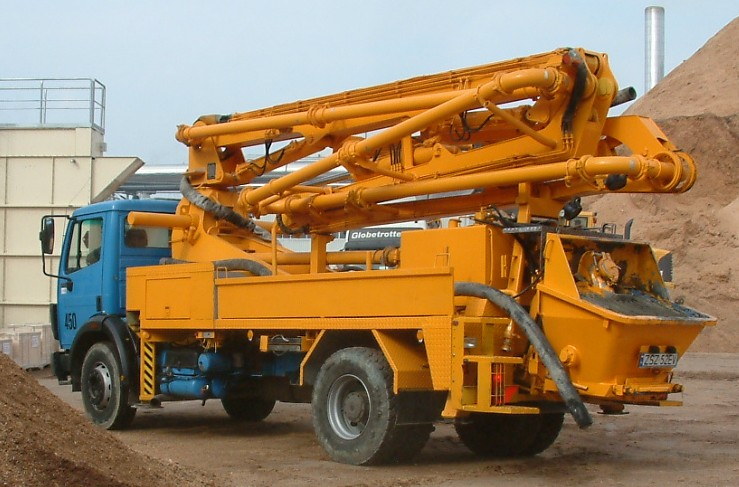
Xe bơm cần bơm bê tông.

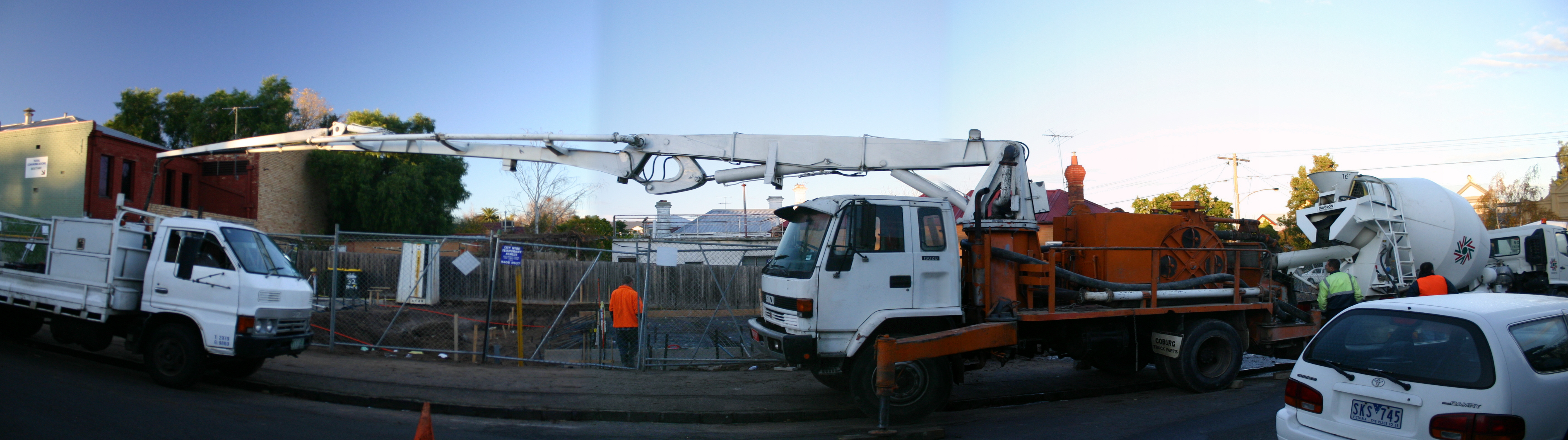
Xe bơm cần bơm vữa bê tông từ xe bồn xuống hố móng công trình.

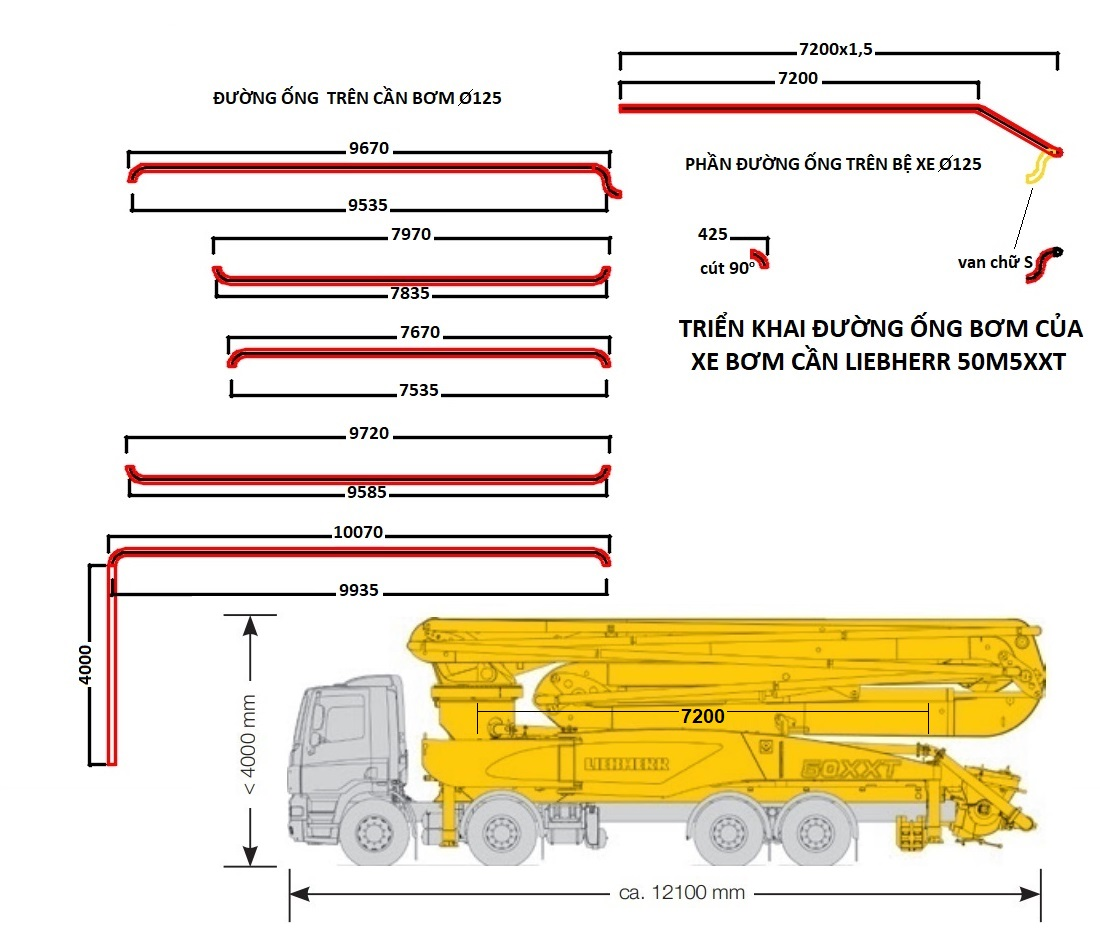
Triển khai đường ống bơm bê tông của xe bơm cần Liebherr50M5XXT.

Xe bơm cần là loại máy bơm bê tông di động kết hợp cần phân phối đặt trên ô tô. Xe bơm cần bê tông dùng để vận chuyển bê tông theo một đường ống dẫn nối vào bơm, bằng thép hoặc bằng một vật liệu cao su, lắp sẵn và gập gọn trên xe nhưng có thể tự vươn ra từ xe vận chuyển bê tông đến các vị trí thi công, gọi là cần bơm. Xe bơm cần là máy bơm bê tông di động nên nó có thể, cùng với xe bồn chở bê tông, cơ động đến mọi vị trí cung cấp bê tông cùng nằm trên mặt bằng công trường, làm tăng khả năng vận chuyển ngang vữa bê tông. Tại mỗi một vị trí đứng cấp bê tông, tức vị trí đỗ của xe bơm cần, do số lượng và chiều dài các đốt ống bơm của cần bơm gắn trên xe bơm là có hạn, nên độ vươn xa, độ vươn cao và xuống sâu của cần bơm có giới hạn nhất định được thiết lập thành biểu đồ tính năng vùng làm việc của cần bơm đặt trên xe bơm cần. Ngoài biểu đồ tính năng của cần bơm, xe bơm cần còn có hệ thống thông số riêng cho phần máy bơm chính, do nhà sản xuất cung cấp, tương tự như thông số của máy bơm tĩnh. Do tầm với tối đa của cần bơm là cố định nên hao tổn áp lực từ điểm đầu ra của máy bơm bê tông nối với cần và điểm đầu cần cấp bê tông tới vị trí thi công là một khoảng phổ giá trị hữu hạn. Từ đó áp lực bơm tại đầu cuối của xe bơm cần ổn định hơn so với các thiết bị bơm khác. Nhưng cũng vì tầm với tối đa cố định nên xe bơm cần không thể vận chuyển bê tông lên độ cao vượt quá độ vươn cao tối đa của cần bơm xe bơm cần, nên thường xe bơm cần chỉ thích hợp vận chuyển lên cao thi công cho nhà nhiều tầng hay đôi khi nhà cao tầng (độ cao không lớn lắm), mà không thích hợp để cấp bê tông cho nhà cao tầng và siêu cao tầng.

### Cần phân phối bê tông
Cần phân phối bê tông là thiết bị chuyên dùng vận chuyển bê tông lên cao và phân phối diện rộng (Chiều ngang tầm với có thể tới 45 m). Cần phân phối là hệ thống ống bơm chuyên dụng đầu cuối, nằm ở cuối hệ thống đường ống cho bơm tĩnh, cung cấp bê tông đến mọi vị trí mặt bằng công trình nhà cao tầng hay siêu cao tầng. Cần phân phối thường gắn vào trụ tháp neo vào nhà, hay leo trong lỗ mở sàn hay lõi thang nhà cao tầng. Trong trụ tháp có gắn đường ống thẳng đứng dẫn bê tông lên cần. Phần cần và đối trọng cần có thể quay được quanh đỉnh trụ và cần phân phối có thể vươn lên cao hay ra xa so với đỉnh trụ để phân phối vữa bê tông đến mọi vị trí mặt bằng mái nhà cao tầng hoặc siêu cao tầng.